# ATP-vezujući domen ABC transportera
U molekularnog biologiji, ATP-vezujući domen ABC transportera je u vodi rastvorni domen transmembranskog ABC transportera.
ABC transporteri pripadaju ATP-vezujućoj kasetnoj superfamiliji, koja koristi hidrolizu ATP za translociranje raznih jedinjenja kroz biološke membrane. ABC transporteri se minimalno sastoje od dva konzervirana regiona: visoko konzervirane ATP vezujuće kasete (ABC) i manje konzerviranog transmembranskog domena (TMD). Ti regioni se mogu naći na istom proteinu ili na dva različita proteina. Većina ABC transportera deluju kao dimeri i stoga se sastoje od četiri domena, dva ABC modula i dva TM domena.

## Biologiška funkcija
ABC transporteri učestvuju u eksportu ili importu širokog opsega supstrata, od malih jona do makromolekula. Glavna funkcija ABC importnih sistema je snabdevanje esencijalnim nutrijenatima bakterija. Oni su prisutni samo kod prokariota i njihova četiri konstitutivna domena su obično kodirana u obliku nezavisnih polipeptida (dva ABC proteina i dva TMD proteina). Za dejstvo prokariotskih importera su neophodni dodatni ekstracitoplazmatični vezujući proteini (jedan ili više po sistemu). U kontrastu s tim, eksportni sistemi učestvuju u iznosu štetnih supstanci, eksportu ekstracelularnih toksina i membranskih komponenti. Oni su prisutni u svim živim organizmima i generalno su dva TM domena stopljena sa ABC modulom u mnoštvu kombinacija. Pojedini eukariotski eksporteri kodiraju četiri domena na istom polipeptidnom lancu.

## Aminokiselinske sekvence
Poznato je da ABC modul (približno dve stotine ostataka) vezuje i hidrolizuje ATP, čime se spreže transport sa ATP hidrolizom kod velikog broja bioloških procesa. Kaseta je duplirana u nekoliko potfamilija. Njena primarna sekvenca je visoko konzervirana, sa tipičnom petljom vezivanja fosfata: Walker A, i mestom vezivanja magnezijuma: Walker B. Osim ta dva regiona, tri druga konzervirana motiva su prisutna u ABC kaseti: prekidački region koji sadrži histidinsku petlju, za koji je smatra da polarizuje napadajuće molekule vode za hidrolizu, karakteristični konzervirani motiv (LSGGQ) ABC transportera, i Q-motiv (između Walker A i LSGGQ), koji formira interakcije sa gama fosfatom putem vodene veze. Walker A, Walker B, Q-petlja i prekidački region formiraju mesto vezivanja nukleotida.

## 3D strukture
3D strukture monomernih ABC modula poprimaju zdelasti L-oblik sa dve distinktne ruke. ArmI (uglavnom beta-lanac) sadrži Walker A i Walker B. Važni ostaci za ATP hidrolizu i/ili vezivanje su locirani u P-petlji. Mesto ATP vezivanja je locirano u armI ekstremitetu. Perpendikularna armII ruka sadrži uglavnom alfa heliksni potdomen sa potpisnim motivom. Smatra se da je ona neophodna radi strukturnog integriteta ABC modula. ArmII je u direktnom kontaktu sa TMD. Prevojni segment između armI i armII sadrži histidinsku petlju i Q-petlju, koji ostvaraju kontakt sa gama fosfatom ATP molekula. ATP hidroliza dovodi do konformacione promene koja omogućava ADP oslobađanje. U dimeru su dve ABC kasete u međusobnom kontaktu putem hidrofobinih interakcija na antiparalelnoj beta-ravni armI sa dvostrukom osom.

## Ljudski proteini koji sadrže ovaj domen
ABCA1; ABCA10; ABCA12; ABCA13; ABCA2; ABCA3; ABCA4; ABCA5;
ABCA6; ABCA7; ABCA8; ABCA9; ABCB1; ABCB10; ABCB11; ABCB4;
ABCB5; ABCB6; ABCB7; ABCB8; ABCB9; ABCC1; ABCC10; ABCC11;
ABCC12; ABCC2; ABCC3; ABCC4; ABCC5; ABCC6; ABCC8; ABCC9;
ABCD1; ABCD2; ABCD3; ABCD4; ABCE1; ABCF1; ABCF2; ABCF3;
ABCG1; ABCG2; ABCG4; ABCG5; ABCG8; CFTR; MRP3; TAP1; TAP2; TAPL; 

## Literatura
- Rosteck Jr, P. R.; Reynolds, P. A.; Hershberger, C. L. (1991). „Homology between proteins controlling Streptomyces fradiae tylosin resistance and ATP-binding transport”. Gene. 102 (1): 27—32. PMID 1864505. doi:10.1016/0378-1119(91)90533-h.
- Blight, M. A.; Holland, I. B. (1990). „Structure and function of haemolysin B,P-glycoprotein and other members of a novel family of membrane translocators”. Molecular Microbiology. 4 (6): 873—880. PMID 1977073. doi:10.1111/j.1365-2958.1990.tb00660.x.
- Higgins, C. F.; Hyde, S. C.; Mimmack, M. M.; Gileadi, U.; Gill, D. R.; Gallagher, M. P. (1990). „Binding protein-dependent transport systems”. Journal of bioenergetics and biomembranes. 22 (4): 571—592. PMID 2229036. doi:10.1007/BF00762962.